# Shebedino
Shebedino är ett distrikt i Etiopien.   Det ligger i regionen Sidama, i den centrala delen av landet, 240 km söder om huvudstaden Addis Abeba.